# Белорусско-индийские отношения

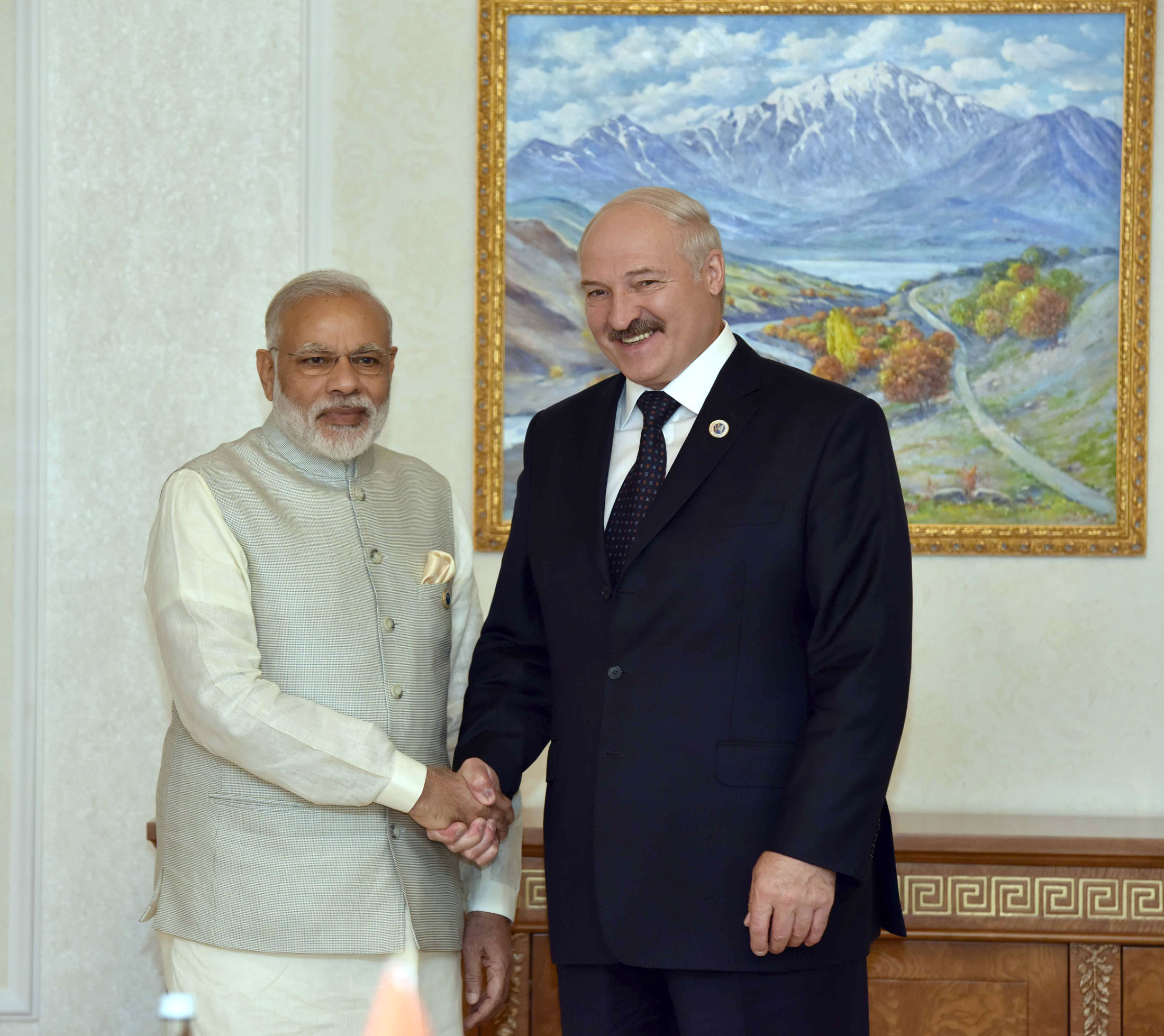
Премьер-министр Индии Нарендра Моди и Президент Белоруссии Александр Лукашенко

Белорусско-индийские отношения — двусторонние отношения между Индией и Беларусью. Беларусь имеет посольство в Нью-Дели, Индия — в Минске. Обе страны являются членами Движения неприсоединения и ШОС. Индия является членом БРИКС, в то время как Беларусь является страной-партнëром.

## История
Британская Индия и Белорусская ССР стали одними из 50 стран-основателей Организации Объединённых Наций. Индия стала одной из первых стран, признавших независимость Белоруссии.

## Экономическое сотрудничество
В 2014—2016 годах двухсторонний товарооборот между странами по данным Белстата составлял около 400 миллионов долларов США, максимум — 603,9 миллиона долларов в 2009 году. Основными статьями белорусского экспорта в Индию являются калийные удобрения, индийский импорт в Белоруссию составляют сельскохозяйственная продукция (чай, кофе, рис), авиадвигатели, фармацевтическая продукция, продукция лёгкой промышленности (обувь, хлопчатобумажная пряжа). В 2018 году белорусские власти заявили, что к 2020 году двусторонний товарооборот должен составить 1 миллиард долларов США. Этот показатель не был достигнут (см. ниже).
Белорусско-индийская торговля товарами (млн долларов):

## Культура
Различные ветви индуизма подвергаются преследованиям властей Республики Беларусь. В 2003 году кришнаистские активисты выразили протест против описания их религии в учебном пособии для 11 класса по предмету «Человек. Общество. Государство»: в учебнике кришнаитов называли сектой, обвиняли в применении «технологии оболванивания» и необходимости помощи психиатров для верующих, чтобы «вернуться к реальной жизни». Согласно докладу Human Rights Watch, кришнаиты и представители индусской общины регулярно задерживались и штрафовались милицией за медитацию, распевание гимнов в общественных местах и организацию акций протеста против отказов в регистрации общин. В июле 2021 года среди принудительно закрытых неправительственных организаций была могилёвская индуистская культурно-просветительная организация «Веданта вада».

## Другие особенности
Белоруссия поддерживает Индию в Группе ядерных поставщиков, а также в качестве потенциального постоянного члена Совета Безопасности ООН. Индия поддерживает членство Белоруссии в Движении неприсоединения и Межпарламентском союзе.